# ماركوس بينيا
ماركوس بينيا (بالإسبانية: Marcos Peña)‏ هو سياسي أرجنتيني، ولد في 15 مارس 1977 في بوينس آيرس في الأرجنتين. حزبياً، نشط في اقتراح جمهوري. وقد انتخب Chief of the Cabinet of Ministers ‏ (10 ديسمبر 2015 – ).